# Сандинистская революция

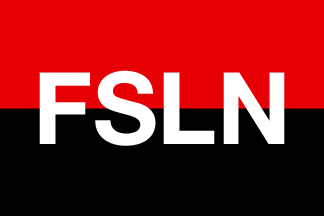
Флаг СФНО

Сандини́стская револю́ция (исп. Revolución Sandinista) — цепь событий, завершившаяся в июле 1979 года свержением режима Анастасио Сомосы в Никарагуа. Наиболее известным лидером этой революции является Даниэль Ортега. Основная движущая сила революции — «Сандинистский фронт национального освобождения» (СФНО), названный так в честь видного революционера 1920—1930-х годов Аугусто Сезара Сандино. Знамя Фронта, как и флаг Сандино, имело чёрно-красную расцветку.

## Предыстория

Глава клана диктатор Анастасио Сомоса на 1000 никарагуанских кордобас. 1972, аверс

В 1936 году, после убийства популярного в стране политика Аугусто Сандино у власти в Никарагуа утвердилась диктатура семьи Сомоса. Долгое время церковь занимала лояльную позицию по отношению к власти проамериканского режима. Однако по мере распространения «теологии освобождения» множество священников перешли к активным действиям. Они выступали с разоблачительными проповедями, участвовали в демонстрациях и митингах протеста. Некоторые вступили в ряды Сандинистского фронта национального освобождения и вели борьбу в партизанских отрядах. В стране начались гонения на церковь. Гвардейцы Сомосы расправлялись со священнослужителями, их бросали в тюрьмы, убивали в храмах вместе с верующими во время обличительных проповедей. Никарагуанский епископат опубликовал послание с осуждением криминальной диктатуры. В этом документе содержалось признание права верующих на насилие в ответ на насилие угнетателей.
На рост революционных настроений в молодёжной среде несомненно повлияла победа кубинской революции.
Первый вооружённый отряд («колонна имени Ригоберто Лопеса Переса») был создан никарагуанскими революционерами в 1959 году и очень быстро разгромлен правительственными силами.
В 1960 году Карлос Фонсека и Сильвио Майорга выступили с обращением «Краткий анализ никарагуанской народной борьбы против диктатуры Сомосы», в котором изложили свои взгляды и приступили к поиску единомышленников.
23 июля 1961 года в столице Гондураса под их руководством радикально настроенные никарагуанские студенты-эмигранты создают «Фронт национального освобождения», в этом же году в Гондурасе был создан тренировочный лагерь для подготовки партизан.
В течение 1962 года происходила консолидация оппозиционных сил: в состав «Фронта» вошли три общественно-политические организации, в состав «Национального фронта революционной молодёжи» — четыре молодёжные организации. Впоследствии, 22 июля 1962 года ФНО был переименован в «Сандинистский фронт национального освобождения» (СФНО).
Первоначально ведущую роль в движении играл Томас Борхе, позднее он уступил лидерство Даниэлю Ортеге.

Сандинистская революция 19 июля на 1000 никарагуанских кордобас 1985 года

Революция на 50000 никарагуанских кордобас 1987 года

## Сандинистскаягерилья(1962—1979)

### 1960-е годы
В течение 1962—1963 года сандинисты провели несколько небольших операций в приграничных районах с Гондурасом.
22 марта 1962 года в Манагуа сандинисты захватили радиостанцию «Радио Мундиаль» и зачитали в прямом эфире своё воззвание.
31 мая 1962 года в Монтойя отряд сандинистов совершил налёт на отделение банка «Америка», захватив денежные средства в сумме 50 тысяч кордоб.
В 1963 году — первые вооружённые выступления СФНО в северной части страны (Рио-Коко и Бокай). Тогда же, в 1963 году в столкновении с правительственными силами погиб один из основателей СФНО, Хорхе Наварро.
В мае 1964 года Карлос Фонсека был арестован.
18 октября 1964 года сандинисты совершают очередные налёты на отделения банков в целях революционной экспроприации.
В 1965 году в горах Панкасан (на территории департамента Матагальпа в центральной части страны) был создан первый партизанский отряд СФНО из 30 человек, в августе 1967 года здесь же был создан первый учебно-тренировочный лагерь СФНО.
В августе 1967 года в районе Панкасан в боях с правительственными силами погибли основатели СФНО Сильвио Майорга и Ригоберто Крус, а также командиры СФНО Отто Каско и Франсиско Морено.
В июле 1969 года Карлос Фонсека пишет обращение «К братьям никарагуанцам», в котором изложена политическая программа и цели СФНО.

### 1970-е годы
В октябре 1970 года группа боевиков СФНО под руководством Карлоса Агюэро захватила самолёт авиакомпании «Лакса», на котором находились четыре американских бизнесмена из компании «Юнайтед фрут». В обмен на них, властями были освобождены четыре находившихся в заключении лидера СФНО: Карлос Фонсека, Умберто Ортега, Руфо Марина, Плутарко Эрнандес.
27 декабря 1974 года — «операция Хуан Хосе Кесадо». Группа из 13 боевиков СФНО, которыми командовал Эдуардо Контрерас («Маркос») захватила виллу одного из видных деятелей режима, министра сельского хозяйства, во время приёма для государственной и бизнес-элиты (в ходе штурма ими были застрелены три охранника). В обмен на 20 высокопоставленных заложников, повстанцы получили крупный денежный выкуп, освободили из тюрем 18 соратников и 31 декабря отбыли на Кубу.
28 декабря 1974 года — в стране введено военное положение. Правительство объявило о создании в стране «запретных зон» («free fire zones»), в пределах которых правительственные силы имели право открывать огонь на поражение по всем замеченным здесь лицам
В период с апреля по ноябрь 1976 года отряды СФНО провели 24 боя с правительственными силами.
7 ноября 1976 года в бою с подразделением Национальной гвардии погиб Карлос Фонсека, отрезанную голову лидера СФНО доставили в столицу в качестве доказательства.
В 1977 году в стране начались полномасштабные боевые действия.
12 ноября 1977 года силы СФНО атаковали гарнизоны правительственных сил в Окотале, Сан-Фабиан, Сан-Фернандо; 13 ноября — тихоокеанский порт Сан-Карлос; 17 ноября 1977 года — казармы Национальной гвардии в городе Масайя.
10 января 1978 года — по приказу Сомосы убит Педро Хоакин Чаморро, директор газеты «Пренса» и председатель оппозиционного «Демократического союза освобождения» (ДСО), в ответ в период с 22 января по 5 февраля 1978 года под руководством ДСО в стране была проведена двухнедельная акция протеста (массовые забастовки, митинги, демонстрации), в которой приняли участие до 600 тысяч человек.
В феврале вспыхнуло стихийное восстание в индейском квартале Монимбо (город Масайя), одновременно силы СФНО атаковали гарнизоны в городе Ривас и городе Гранада.
В феврале-марте было создано оппозиционное Никарагуанское демократическое движение (MDN, Movimiento Democrático Nicaragüense), в которое вошли представители деловых кругов, интеллигенции, средней и мелкой буржуазии.
В апреле на базе ДСО и MDN создан «Широкий оппозиционный фронт» (FAO, Frente Amplio de Opposición), в который вошли 16 политических партий и 3 профсоюзных объединения.
29 июня была проведена всеобщая забастовка.
14 июля СФНО призвал всех противников режима Сомосы объединиться в единый фронт.
17 июля 1978 года было образовано «Движение единый народ» (MPU, Movimiento del Pueblo Unido), в которое вошли 20 массовых организаций.
22 августа — отряд под командованием Эдена Пасторы захватил здание Национального Конгресса прямо во время заседания, замаскировавшись под личную гвардию Сомосы. Всего в заложники было взято более 300 человек, в том числе кузен Сомосы и ряд других его родственников. В обмен на их освобождение Сомоса согласился допустить оглашение по радио политического манифеста сандинистов, выплатить полмиллиона долларов выкупа (из запрошенных изначально десяти), освобождение 87 находившихся в тюрьмах сандинистов.
25 августа в стране началась общенациональная забастовка с единым требованием: отставкой А. Сомосы.
27 августа в 3-м по величине городе страны, Матагальпе, началось сооружение баррикад и развернулись бои между сандинистами и нацгвардейцами. 29 августа город бомбила правительственная авиация, были переброшены дополнительные войска, которые 3 сентября отбили город и начали широкие карательные акции, что привело к стихийному восстанию в департаментах Леон, Матагальпа, Чинандега, Эстели, Масая и Манагуалос. Восстание охватило районы, где проживало более половины населения страны.
5 сентября силы СФНО одновременно начали бои в городах Леон, Эстели и Чинандега.
8 сентября — при катастрофе вертолёта погибает американский инструктор Майкл Эчанис, игравший важную роль в военной подготовке правительственных сил Национальной гвардии.
9 сентября СФНО призвало к всеобщему восстанию и предпринял нападения на нацгвардию в разных районах страны, включая Манагуа. Восстание вспыхнуло в городах Леон, Эстели, Чинандега и Дирьямба.
10 сентября начались восстания в департаментах Манагуа, Масая и Карасо, городах Масая и Чичигальпа. В ответ начались бомбардировки и артиллерийские обстрелы городских кварталов, приведшие к многочисленным жертвам среди гражданского населения.
11 сентября сторонники СФНО начали боевые действия в сельских районах и городах Хинотепе, Ривас, Пеньяс-Бланкас и Лас Манос.
12 сентября в страну по просьбе А. Сомосы прибыли первые 300 наёмников из Сальвадора и Гватемалы.
13 сентября начались бои в районе г. Карденас у границы с Рикой. Правительство объявило осадное положение на всей территории страны. А. Сомоса в выступлении по национальному телевидению признал массовое дезертирство солдат и офицеров нацгвардии.
14 сентября объявлено о призыве в нацгвардию резервистов. Из всех городов бои прекратились только в Масая. В страну прибыло около 500 наёмников из числа кубинских эмигрантов, переброшенных авиацией США.
15 сентября в ряд городов были введены подразделения войск, образованных из отрядов «эскадронов смерти» из Гватемалы, Сальвадора и Гондураса, а также отряды бывших военнослужащих армии Южного Вьетнама.
16 сентября прошла 10-часовая бомбёжка Леона, активизировались карательные операция нацгвардии. Руководство партизанского движения Гватемалы активизировало свои действия, чтобы поддержать сандинистов (в частности, был смертельно ранен посол Никарагуа в стране, координатор политических репрессивных акций в Центральной Америке бригадный генерал Менесес Кантереро).
17 сентября сандинисты оставили Чинандегу, Хинотепе и Ривас.
19 сентября СФНО объявило о прекращении наступления и переходе к обороне, отряды сандинистов оставили все ранее занятые крупные населённые пункты.
20 сентября Эстели захвачен нацгвардией.
21 сентября подавлены последние очаги восстания. По итогу погибло около 5 тысяч и более 7 тысяч человек ранены, в подавляющем большинстве — гражданские лица.
2 февраля 1979 года организационно оформился «Национальный патриотический фронт», генеральным координатором НПФ стал Серхио Рамирес. НПФ объединил все прочие оппозиционные силы, кроме СФНО. Однако НПФ заявил о своей поддержке действий сандинистов.
18 марта возобновились активные боевые действия СФНО, в том числе в ряде никарагуанских городов.
29 мая СФНО объявил о начале «последнего наступления» (Операция «Финал»).
Июнь 1979 года — прошла общенациональная забастовка; в тюрьме в городе Типитапа началось восстание арестованных активистов СФНО, которых возглавил Карлос Каррион. Восставшие сумели занять здание тюрьмы и продержаться до подхода основных сил СФНО, в общей сложности, из тюрьмы было освобождено 250 активистов и сторонников СФНО, а также родственников и членов их семей.
К 7 июня были освобождены более 20 городов страны, в том числе Матагальпа, Леон, Масая и Сомотильо. Часть подразделений нацгвардии стала переходить на сторону партизан.
15 июня была создана Правительственная хунта национального возрождения.
5 июля войска СФНО с трёх сторон окружили Манагуа. В ночь с 16 на 17 июля семейство Сомосы и ряд его приближённых покинули страну. В исполнение обязанностей президента вступил председатель парламента Франсиско Уркуйо. Он заявил о намерении оставаться на президентском посту до 1981 года, но не встретил ничьей поддержки.
18 июля — под давлением командования Национальной гвардии, посольства США и иностранных представителей Ф. Уркуйо передаёт президентские инсигнии архиепископу Мигелю Обандо-и-Браво и также покидает Никарагуа. На следующий день войска СФНО вошли в столицу, сандинистская революция победила. Приход к власти Правительственной хунты национального возрождения.
Победа была завоевана достаточно дорогой ценой: в период с 1962 по 1979 годы в стране погибло до 50 тысяч человек; ранения получили 80-110 тысяч никарагуанцев, ещё 150 тысяч покинули страну и стали эмигрантами и беженцами. В стране было разрушено 100 из 450 промышленных предприятий, общий ущерб от боевых действий составил около 1 млрд долларов США.

## Сандинисты у власти (1979—1990)
В 1979 году свергли семью Сомоса. Имущество семьи и других членов общества, поддерживавших побеждённую диктатуру (что составляло 40 процентов национальной экономики), было экспроприировано в соответствии с Указом № 3 от 20 июля 1979 года.
|                                      |                                      |                                    |
| Сандино на 1000 кордобаc 1980, аверс | Сандино на 1000 кордобас 1985, аверс | Сандино на 20 кордобас 1990, аверс |

Ряд церковных деятелей из числа сторонников «теологии освобождения» получили министерские портфели. Это вызвало немедленную реакцию Ватикана, отлучившего их от сана, чего они, естественно, не признали. После революции сандинисты сделали упор на аграрной реформе, ликвидации безграмотности, создание системы медицинской помощи для малообеспеченных слоев населения. Однако сандинисты столкнулись с сопротивлением в лице отрядов «контрас», снаряжённой и организованной США вооружённой оппозиции, черпавшей кадры как из сторонников свергнутого режима, так и рядов лиц, недовольных мерами нового правительства. Началась гражданская война. Контрас, действовавшие из Коста-Рики и Гондураса, никогда не представляли серьёзной военной опасности, однако их деятельность вкупе с экономическими промахами сандинистов и введённой США блокадой повлекла тяжёлые последствия для правительства. В системе власти СФНО возрастала роль Сандинистской народной армии и Генерального директората государственной безопасности.
На всеобщих выборах 1984 года СФНО победил, получив 67 % голосов и 61 из 96 мест в Национальной Ассамблее, а Д. Ортега был избран президентом (за него проголосовало 735,967 человек или 66,97 %). За легальную оппозицию в лице Консервативно-демократической партии и её представителя Клементе Гуидо Чавеса проголосовало по 14 % избирателей.
В конце 1980-х годов в рамках региональной тенденции к мирному урегулированию конфликтов было заключено мирное соглашение, предусматривавшее проведение свободных парламентских и президентских выборов, демобилизацию «контрас» и сокращение вооружённых сил. Победу на парламентских выборах одержала коалиция УНО, включившая свой состав самые разные политические элементы, от коммунистов прокитайского толка до наследников сомосовской Либеральной партии, а на президентских — единая кандидатура от УНО, Виолетта Барриос де Чаморро.